# Donald MacKenzie (écrivain canadien)
Pour les articles homonymes, voir Donald Mackenzie (homonymie) et Mackenzie.
Donald MacKenzie, né le 11 août 1918 à Toronto, Ontario, et mort en 1993, est un auteur canadien de roman policier.

## Biographie
Après des études en Angleterre, au Canada et en Suisse, il décrit sa propre vie en trois périodes : play-boy à plein temps de 1938 à 1941 ; voleur professionnel de 1930 à 1948, puis, écrivain à partir de 1948.
Il s'intéresse à l'écriture pendant qu'il purge une peine en prison. Il amorce une vraie carrière littéraire en 1955 par la publication de deux autobiographies : Occupation: Thief et Gentleman at Crime. Il se lance ensuite dans le roman noir et donne dix-huit titres qui mettent le plus souvent en scène des anti-héros, souvent des voleurs, broyés par l’engrenage du crime où ils se sont jetés par désespoir ou rêvant naïvement à un magot qu'ils obtiendraient sans trop d'efforts, ce qui permet à l'auteur de développer alors son lourd discours moralisateur sur les bienfaits de l'honnêteté. Dans son premier roman, Tu peux courir, publié en 1956, un escroc parvient à s’évader de prison, mais doit se prémunir à la fois contre la police et contre ses anciens complices afin de récupérer le fruit d'un cambriolage qu’il a soigneusement caché. Ce roman a été adapté au cinéma par Seth Holt en 1958 sous le titre Le Criminel aux abois.
Donald MacKenzie a également créé trois séries policières. La première, qui ne manque pas d’humour, raconte les exploits de Harry Chalice, le roi britannique de l’embrouille, et de Crying Eddie, un jeune dur-à-cuire qui répond au surnom d’Eddie le deuil. La deuxième série narre les aventures de l’ancien cambrioleur Macbeth Bain, notamment dans Triples crosses (1958). La troisième et la plus longue série est consacrée aux enquêtes du détective-inspecteur John Raven de Scotland Yard qui, après avoir démissionné de son poste dans Le Chasseur de rats (1977) à cause d’une fausse accusation de pot-de-vin, devient un détective privé sans licence ayant élu domicile sur un bateau.

## Œuvre

### Romans

#### SérieHenry Chalice et Crying Eddie
- Salute From a Dead Man (1966) Publié en français sous le titre Salut d’un homme mort, Paris, Dupuis, Mi-Nuit no 20, 1967
- Death Is a Friend (1967)
- Sleep Is for the Rich (1971) Publié en français sous le titre Dormez pigeons, Paris, Gallimard, Série noire no 1481, 1972

#### SérieMacbeth Bain
- Scent of Danger ou Moment of Danger (1958) Publié en français sous le titre Triples crosses, Paris, Gallimard, Série noire no 499, 1959
- Death Straight (1969) Publié en français sous le titre Petite musique de mort, Paris, Gallimard, Série noire no 1327, 1970

#### SérieJohn Raven
- Zaleski’s Percentage (1974)
- Raven in Flight (1976)
- Raven and the Ratcatcher (1977) ) Publié en français sous le titre Le Chasseur de rats, Paris, Gallimard, Super noire no 73, 1977
- Raven and the Kamikaze (1977)
- Raven Settles a Score (1978)
- Raven Feathers His Nest ou Raven After Dark (1979)
- Raven and the Paperhangers (1980)
- Raven’s Revenge (1982)
- Raven’s Longest Night (1983)
- Raven’s Shadow (1984)
- Nobody Here by That Name (1986)
- A Savage State of Grace (1988)
- By Any Illegal Means (1989)
- Loose Canon (1991)
- The Eyes of he Goat (1992)
- The Sixth Deadly Sin (1993)

#### Autres romans
- Nowhere To Go ou Manhunt (1956) Publié en français sous le titre Tu peux courir, Paris, Gallimard, Série noire no 374, 1957
- The Juryman (1957) Publié en français sous le titre Dites je le jure, Paris, Gallimard, Série noire no 455, 1958
- Dangerous Silence (1960) Publié en français sous le titre T’endors pas !, Paris, Gallimard, Série noire no 607, 1960
- Knife Edge (1961) Publié en français sous le titre La Cravate, Paris, Gallimard, Série noire no 678, 1961
- The Genial Stranger (1962) Publié en français sous le titre Au royaume de l’estampe, Paris, Gallimard, Série noire no 738, 1962
- Double Exposure ou I, Spy (1963) Publié en français sous le titre Surexposé !, Paris, Gallimard, Série noire no 799, 1963
- Cool Sleeps Balaban (1964) Publié en français sous le titre Casseur d’occasion, Paris, Gallimard, Série noire no 859, 1964
- The Lonely Side of the River (1965)
- Three Minus Two ou The Quiet Killer (1968) Publié en français sous le titre Le Tueur tranquille, Paris, Gallimard, Série noire no 1276, 1969
- Night Boat From Puerto Vedra (1970) Publié en français sous le titre Zoom à Puerto Vedra, Paris, Gallimard, Série noire no 1385, 1970
- The Kyle Contract ou The Chalice Caper (1971) Publié en français sous le titre Contrat bidon, Paris, Gallimard, Série noire no 1425, 1971
- Postscript to a Dead Letter (1973)
- The Spreewald Collection (1975)
- Deep, Dark, and Dead (1978)
- The Last of the Boatriders (1980)

### Nouvelles
- To Late to Lie (1950)
- The Genial Stranger (1961)
- A Mistake for Burglars (1965)

### Autobiographies
- Occupation: Thief ou Fugitives (1955)
- Gentleman at Crime (1956)

## Adaptations

### Au cinéma
- 1958 : Le Criminel aux abois, film de Seth Holt, d'après le roman Tu peux courir, avec George Nader et Maggie Smith
- 1960 : Le chemin de la peur (en), film de László Benedek, d'après le roman Triples crosses, avec Trevor Howard et Dorothy Dandridge

### À la télévision
- 1969 : Trahie et vendue, téléfilm allemand de Franz Peter Wirth, avec Denis Manuel, Giulio Bosetti et Jean-Pierre Zola
- 1978 : Dormez pigeons !, téléfilm français de la série Histoires de voyous, réalisé par Pierre Goutas, avec Venantino Venantini et Alfred Adam
- 1985 : En mission secrète, téléfilm allemand de Hajo Gies (de), avec Gunnar Möller (en) et Wolfram Berger

## Prix et nomination

### Nomination
- Gold Dagger Award 1968 pour Three Minus Two[1]

## Sources
- Claude Mesplède (dir.), Dictionnaire des littératures policières, vol. 2 : J - Z, Nantes, Joseph K, coll. « Temps noir », 2007, 1086 p. (ISBN 978-2-910-68645-1, OCLC 315873361), p. 267-268.
- Claude Mesplède et Jean-Jacques Schleret, SN, voyage au bout de la Noire : inventaire de 732 auteurs et de leurs œuvres publiés en séries Noire et Blème : suivi d'une filmographie complète, Paris, Futuropolis, 1982, 476 p. (OCLC 11972030), p. 254.